# 小片リサ
小片 リサ（おがた りさ、1998年11月5日 - ）は、日本の歌手、タレント、元アイドルで、ハロー!プロジェクトに所属するつばきファクトリーの元メンバー。2015年8月8日からグループを脱退するまでの期間はサブリーダーも務めた。ナイスガールトレイニー時代からのニックネームは「りさまる。」。イメージカラーはライトオレンジ。
東京都出身。血液型A型。身長160 cm。ジェイピィールームに所属していた。

## 略歴
2010年
- 9月、NICE GIRL プロジェクト!に加入。

2011年
- 4月、NICE GIRL プロジェクト!のライブのオープニングアクトとして初ステージ。

2012年
- 「モーニング娘。11期メンバー『スッピン歌姫』オーディション」に応募するが、3次審査で落選。

2014年
- 11月、ハロプロ研修生に加入。
- 11月29日・12月6日・29日、Zepp Nagoya・Zepp Tokyo・森ノ宮ピロティホールにて開催された『ハロプロ研修生 発表会2014〜11・12月の生タマゴShow!〜』にて、浅倉樹々、小野田紗栞、橋本渚、堀江葵月、島野萌々子、谷本安美、広瀬彩海、井上玲音とともに新メンバーとして紹介された。

2015年
- 4月29日、つばきファクトリーへの加入が発表された。
- 8月8日、つばきファクトリーのサブリーダー就任が発表された。

2017年
- 2月22日、シングル『初恋サンライズ/Just Try!/うるわしのカメリア』でつばきファクトリーとしてメジャーデビュー。

2020年
- 5月15日、Instagramを開始。
- 10月8日、「ハロー!プロジェクトのルールに反する事案」を理由として当面の活動休止が発表された。
- 12月28日、ハロー!プロジェクトおよびつばきファクトリーでの活動は終了（事実上の脱退）し、新たに別途芸能活動を行うことがハロー!プロジェクトの公式サイトで発表された。

2021年
- 6月1日、（歌手活動を中心とした）芸能活動を再開すること、およびM-line clubに加入することを発表。同日、個人ブログも開設。
- 6月5日、名古屋市公会堂で開催されたM-line clubのコンサート『M-line Special 2021〜Make a Wish!〜』にて歌手活動を再開。
- 9月3日、M-line clubのYouTube番組『M-line Music』にて、12月15日にソロ名義でカバー・アルバムを発売することを発表。
- 11月29日、Twitterを開始。
- 12月15日、カバー・アルバム『bon voyage!〜 risa covers 〜』でソロデビュー。
- 12月31日、Instagramを再開。

2022年
- 1月11日 - 8月19日、初の主演コンサート『小片リサ「bon voyage!」』（2都市20公演）を開催。
- 10月6日 - 11月27日、主演コンサート『RISA OGATA CONCERT 2022「Coeur à coeur」』（2都市8公演）を開催。
- 10月26日、1stEP『どっち』を発売。

2023年
- 1月1日、所属事務所をアップフロントプロモーションからジェイピィールームへ移籍。
- 1月27日 - 8月16日、主演コンサート『RISA OGATA CONCERT 2023「Coeur à coeur」』（2都市14公演）を開催。
- 10月30日 - 12月27日、主演コンサート『RISA OGATA CONCERT「éclatant」』（2都市8公演）を開催。
- 12月6日、2ndシングル『映画の趣味が合うだけ/ちいさな世界』を発売。

2024年
- 3月11日 - 13日、主演コンサート『RISA OGATA CONCERT「éclatant」』（1都市6公演）を開催。
- 6月19日、1stオリジナル・アルバム『montage』を発売。
- 7月27日 - 8月18日、初の単独コンサート『小片リサ LIVE 2024 "End roll #2"』（4都市8公演）を開催。
- 9月12日、同月30日をもって所属事務所のジェイピィールームを退所することを発表。
- 9月30日、所属事務所のジェイピィールームを退所。
- 11月5日、『小片リサ Official Site』を開設。

2025年
- 3月21日、YouTubeチャンネルを開設し、第1弾として「裸の“Mew”」のセルフカバー動画を公開。
- 9月5日、ジェイピィールーム退社後初の単独ライブ「小片リサ LIVE “the starry city”」をI'M A SHOWにて開催予定。

## 人物
- 名前の「リサ」は本名。カタカナ表記の理由は、命名したときに書く紙（命名書）に祖父がカタカナで「リサ」と書いたことから[24]。
- 特技はけん玉。
- 趣味は御朱印集めや（フィルムカメラやデジタルカメラを問わない）一眼レフカメラでの撮影[25]。
- サッカー(国内外含めて)が好き。両親が茨城県出身ということもあって、カシマスタジアムまで足を運ぶほどの鹿島アントラーズのサポーターであり[26][27][28][29]、2023年4月27日には鹿嶋市アントラーズPR大使に任命されたことを報告した[30]。
- 憧れの先輩は、スマイレージの福田花音[24]。
  - 2014年に行われた、スマイレージ初の日本武道館コンサートには、同じく福田の熱狂的なファンの広瀬彩海（元こぶしファクトリー）とともに観客として入場している。広瀬はハロプロ研修生としては同期だが、ナイスガールトレイニーとしては後輩に当たる。
- 好きなハロプロの楽曲はスマイレージのアルバム曲「踊ろうよ」[31]。
- 羽賀朱音に「まるねぇ」と呼ばれ姉のように慕われており[32][33]、羽賀のほか石田亜佑美、工藤遥とともにお泊り会やホームパーティーなどをする程の仲である[34][35][36][37]。
- 中学生の頃たまたま高橋洋子が歌う新世紀エヴァンゲリオン（以下エヴァ）の主題歌「残酷な天使のテーゼ」を聴いたのがきっかけでエヴァに興味を持ちTVシリーズの第1話から見始め、声優緒方恵美のファンになった[38]。

## 作品

### シングル
|   | 発売日         | タイトル                           | 販売形態               | 規格品番  | 最高位 |
| - | -------------- | ---------------------------------- | ---------------------- | --------- | ------ |
| 1 | 2022年10月26日 | どっち                             | 初回生産限定盤A(CD+BD) | EPCE-7707 | 9位    |
| 1 | 2022年10月26日 | どっち                             | 初回生産限定盤B(CD+BD) | EPCE-7709 | 9位    |
| 1 | 2022年10月26日 | どっち                             | 通常盤A(CD)            | EPCE-7712 | 9位    |
| 1 | 2022年10月26日 | どっち                             | 通常盤B(CD)            | EPCE-7713 | 9位    |
| 2 | 2023年12月06日 | 映画の趣味が合うだけ/ ちいさな世界 | 初回生産限定盤A(CD+BD) | EPCE-7799 | 2位    |
| 2 | 2023年12月06日 | 映画の趣味が合うだけ/ ちいさな世界 | 初回生産限定盤B(CD+BD) | EPCE-7801 | 2位    |
| 2 | 2023年12月06日 | 映画の趣味が合うだけ/ ちいさな世界 | 通常盤A(CD)            | EPCE-7803 | 2位    |
| 2 | 2023年12月06日 | 映画の趣味が合うだけ/ ちいさな世界 | 通常盤B(CD)            | EPCE-7804 | 2位    |
| 2 | 2023年12月06日 | 映画の趣味が合うだけ/ ちいさな世界 | 通常盤C(CD)            | EPCE-7805 | 2位    |

#### コラボレーション
- 風のブーケ / 松原健之 feat. 植村あかり（Juice=Juice） & 川村文乃（アンジュルム） & 小片リサ（2021年9月29日、テイチクエンタテインメント）
- すっぴん / 宮本佳林・小片リサ・佐藤優樹（2023年11月19日、UP-FRONT WORKS） - TBSテレビ（関東ローカル・TBS FREE・TVer限定）『ふるさとの未来』第2期オープニングテーマ
- C\C（シンデレラ\コンプレックス）'24 / SIOOM (from M-line Music) （宮本佳林・小片リサ・佐藤優樹・稲場愛香・小関舞）（2024年3月1日、UP-FRONT WORKS） - MBS『ドラマ特区「シンデレラ・コンプレックス」』エンディング主題歌[41]

### アルバム

#### オリジナル・アルバム
|   | 発売日        | タイトル | 販売形態              | 規格品番  | 最高位 |
| - | ------------- | -------- | --------------------- | --------- | ------ |
| 1 | 2024年6月19日 | montage  | 初回生産限定盤(CD+BD) | EPCE-7822 | 5位    |
| 1 | 2024年6月19日 | montage  | 通常盤(CD)            | EPCE-7824 | 5位    |

#### カバー・アルバム
|   | 発売日         | タイトル                     | 販売形態              | 規格品番  | 最高位 |
| - | -------------- | ---------------------------- | --------------------- | --------- | ------ |
| 1 | 2021年12月15日 | bon voyage!〜 risa covers 〜 | 初回生産限定盤(CD+BD) | EPCE-7646 | 18位   |
| 1 | 2021年12月15日 | bon voyage!〜 risa covers 〜 | 通常盤(CD)            | EPCE-7648 | 18位   |

### 映像作品
- 宮本佳林「STAGE VANGUARD『悪嬢転生』」（2022年12月21日、hachama）[44] - 特典映像ゲスト出演

### タイアップ
| 起用年 | 楽曲                 | タイアップ                                                                              |
| ------ | -------------------- | --------------------------------------------------------------------------------------- |
| 2022年 | どっち               | TBSテレビ（関東ローカル）『ふるさとの未来』10月度エンディングテーマ                     |
| 2023年 | 映画の趣味が合うだけ | TBSテレビ（関東ローカル・TBS FREE・TVer限定）『ふるさとの未来』12月度エンディングテーマ |
| 2024年 | Actress              | TBSテレビ（関東ローカル・TBS FREE・TVer限定）『ふるさとの未来』7月度エンディングテーマ  |

## 出演

### ラジオ
- HELLO! DRIVE! -ハロドラ- 水曜レギュラー（2016年10月 - 2017年9月、Radio NEO(東海エリア：周波数79.5 MHz)）[45]
- HELLO! DRIVE! -ハロドラ- 火曜レギュラー（2017年10月 - 2019年6月、Radio NEO(東海エリア：周波数79.5 MHz)）[46]
- 小片リサのラブボンソワ（KANのロックボンソワ）（2023年10月 - 2024年3月、STVラジオ）- 第3土曜日担当
- 小片リサのラブボンソワ（ボンソワ モンシュエル）（2024年4月 - 2024年9月、STVラジオ）- 第3日曜日担当

### 映画
- 映画美学校フィクション・コース第12期高等科修了作品「おこもりがえし」（2012年）[47][48]

### コンサート

#### 単独コンサート
- 小片リサ LIVE 2024 "End roll #2"（2024年7月27日 - 8月18日、4都市8公演）
- 小片リサ LIVE “the starry city”（2025年9月5日 - 12月7日、2都市2公演）

#### 主演コンサート
- 小片リサ「bon voyage!」（2022年1月11日 - 8月19日、2都市20公演）
  - 小片リサ「bon voyage!」in COTTON CLUB 初回公演（2022年1月11日 - 4月11日、COTTON CLUB）[注 3]
  - 小片リサ「bon voyage!」in COTTON CLUB 追加公演（2022年4月12日 - 5月26日、COTTON CLUB）
  - 小片リサ「bon voyage!」in OSAKA（2022年6月11日 - 12日、松下IMPホール）
  - 小片リサ「bon voyage!」in COTTON CLUB アンコール公演（2022年8月19日、COTTON CLUB）
- RISA OGATA CONCERT「Coeur à coeur」（2022年10月6日 - 2023年8月16日、2都市22公演）
  - RISA OGATA CONCERT 2022「Coeur à coeur」COTTON CLUB公演（2022年10月6日・11日、COTTON CLUB、4公演）
  - RISA OGATA CONCERT 2022「Coeur à coeur」第一ホテル両国公演（2022年11月26日・27日、第一ホテル両国「清澄」、4公演）
  - RISA OGATA CONCERT 2023「Coeur à coeur」COTTON CLUB公演（2023年1月27日 - 5月30日、COTTON CLUB、6公演）
  - RISA OGATA CONCERT 2023「Coeur à coeur」第一ホテル両国公演（2023年3月6日 - 8月16日、第一ホテル両国「清澄」、8公演）
- RISA OGATA CONCERT「éclatant」（2023年10月30日 - 2024年3月13日、2都市14公演）
  - RISA OGATA CONCERT「éclatant」COTTON CLUB公演（2023年10月30日・31日、COTTON CLUB、4公演）
  - RISA OGATA CONCERT「éclatant」第一ホテル両国公演（2023年12月26日・27日、第一ホテル両国「清澄」、4公演）
  - RISA OGATA CONCERT「éclatant」COTTON CLUB公演（2024年3月11日 - 13日、COTTON CLUB、6公演）

#### 合同コンサート
- M-line Special 2021 〜Make a Wish!〜（2021年6月5日 - 12月25日、9都市46公演） - 6月5日名古屋公演・27日仙台公演はゲスト出演、20日東京公演・26日埼玉公演・8月15日大阪公演はオープニングアクトとして出演
- 鈴木愛理 LIVE 2021〜26/27〜 @ 日本武道館（2021年10月13日、日本武道館） - オープニングアクト
- Hello! Project Year-End Party 2021 〜GOOD BYE & HELLO ! 〜（2021年12月30日・31日、中野サンプラザ）[49] - 各々1部ゲスト出演
- M-line Special 2022 〜My Wish〜（2022年2月13日 - 12月24日、11都市42公演）
- Hello! Project 研修生発表会 2022 〜春の公開実力診断テスト〜（2022年5月3日、中野サンプラザ） - ゲスト審査員
- M-line Special 2023 〜Magical Wish〜（2023年2月26日 - 12月24日、22都市48公演）[50]
- Hello! Project 研修生発表会 2023 〜春の公開実力診断テスト〜（2023年4月30日、J:COMホール八王子） - ゲスト審査員
- LIVE 2023 - Mi RooM -（2023年6月14日・15日、COTTON CLUB）
- Hello! Project 25th ANNIVERSARY CONCERT「ALL FOR ONE & ONE FOR ALL!」ACT II（2023年9月10日、国立代々木競技場 第一体育館）[51]
- 岡山県備前市×OCHA NORMA 地域活性化コンサート ナルチカ 2023 OCHA NORMA in 備前（2023年11月19日、備前市市民センター） - スペシャルゲスト
- Hello! Project Year-End Party 2023 〜GOOD BYE & HELLO ! 〜（2023年12月31日、J:COMホール八王子） - ゲスト出演
- M-line Special 2024 〜Many well wishes〜（2024年2月17日 - 5月26日、10都市19公演）[52]
- Hello! Project ひなフェス 2024（2024年3月31日、幕張メッセ 国際展示場9ホール、昼夜2公演） - SIOOM (from M-line Music) としてゲスト出演し、「C\C（シンデレラ\コンプレックス）'24」を披露[53]
- つばきファクトリー コンサートツアー 2024 春「C'mon Everybody !」 新沼希空卒業スッペシャル 〜 Ready Go!Now! 〜（2024年6月10日、日本武道館） - ゲスト出演

### 舞台
- 演劇女子部 ミュージカル「TRIANGLE-トライアングル-」（2015年6月18日 - 28日、池袋サンシャイン劇場）[54] - チーク卿 役 / スワスワのフィラ 役
- 演劇女子部 ミュージカル「サンクユーベリーベリー」（2015年10月8日 - 18日、池袋シアターグリーン BIG TREE THEATER）[55] - 夏川未知男 役
- 演劇女子部「気絶するほど愛してる!」（2016年3月25日 - 4月3日、池袋シアターグリーン BIG TREE THEATER）[56][57] - 京子 役
- 演劇女子部「続・11人いる! 東の地平・西の永遠」（2016年6月11日 - 12日、京都劇場 / 2016年6月16日 - 26日、池袋サンシャイン劇場）[58] - ドゥマー 役 / 西の総議長 役（イースト）
- 演劇女子部「ネガポジポジ」（2016年11月3日 - 20日、池袋シアターグリーン BIG TREE THEATER）[59] - りさ 役（チームC）、アンサンブル（チームB）
- 演劇女子部「遙かなる時空の中で6 外伝 〜黄昏ノ仮面〜」（2019年6月6日 - 23日、サンシャイン劇場・メルパルクホール）[60][61][62] - 高塚 梓 役[注 4]
- STAGE VANGUARD「悪嬢転生」（2022年8月7日、COTTON CLUB）[63] - ゲスト出演（ダルタニアン 役）

### イベント
- UNIDOL 2022 Summer 決勝戦（2022年8月21日、NHKホール）[64] - MC
- 横浜シティポップ祭☆シティポップ歌合戦☆girls edition（2022年12月10日、関内ホール 大ホール）

## 書籍

### 写真集
- オレンジの砂時計〜リサ二十歳〜（2019年11月5日、ワニブックス、撮影：唐木貴央）ISBN 978-4-8470-8243-6[65]

## 所属グループ・ユニット
- つばきファクトリー（2015年 - 2020年）
- シャッフルユニット
  - ハロプロ・オールスターズ（2018年 - 2020年）
- SIOOM (from M-line Music) （2024年）